# Pynda
Pynda (griechisch Πύνδα) ist ein Gemeindebezirk der Gemeinde Pyli in der griechischen Region Thessalien. Bis zur Kallikratis-Reform 2011 bildete er eine Gemeinde. Der Verwaltungssitz der Gemeinde lag in Stournareika. Der Name bezieht sich auf das Pindos-Massiv.

## Lage
Pydna ist mit einer Fläche von 166,219 km² der zweitgrößte Gemeindebezirk der Gemeinde Pyli. Er liegt an der Grenze zur südlichen Nachbargemeinde Argithea. Angrenzende Gemeindebezirke sind Myrofyllo im Südwesten, Neraida im Westen, Ethikes im Norden und Pyli im Osten.

## Verwaltungsgliederung
Die Gemeinde Pynda wurde anlässlich der Gemeindereform 1997 aus dem Zusammenschluss von neun Landgemeinden gebildet. Im Rahmen der Verwaltungsreform 2010 ging diese als einer von sieben Gemeindebezirken in der neu gebildeten Gemeinde Pyli auf.
| Ortsgemeinschaft | griechischer Name               | Code     | Fläche (km²) | Einwohner 2001 | Einwohner 2011 | Dörfer und Siedlungen                                                                       |
| ---------------- | ------------------------------- | -------- | ------------ | -------------- | -------------- | ------------------------------------------------------------------------------------------- |
| Stournareika     | Τοπική Κοινότητα Στουρναραιίκων | 26030701 | 34,460       | 906            | 568            | Stournareika, Agios Konstandinos, Isiomata, Kallithea, Karyes, Kastania, Paleochori, Psarro |
| Vathyrrevma      | Τοπική Κοινότητα Βαθυρρεύματος  | 26030702 | 12,306       | 075            | 024            | Vathyrrevma                                                                                 |
| Valkano          | Τοπική Κοινότητα Βαλκάνου       | 26030703 | 11,931       | 050            | 038            | Valkano, Zografeika, Panagioteika                                                           |
| Livadochori      | Τοπική Κοινότητα Λιβαδοχωρίου   | 26030704 | 11,002       | 099            | 005            | Livadochori                                                                                 |
| Mesochora        | Τοπική Κοινότητα Μεσοχώρας      | 26030705 | 27,869       | 470            | 143            | Mesochora, Exochi, Spitia                                                                   |
| Moschofyto       | Τοπική Κοινότητα Μοσχοφύτου     | 26030706 | 22,289       | 159            | 027            | Moschofyto, Leptokarya, Orini, Platanakia                                                   |
| Nea Pefki        | Τοπική Κοινότητα Νέας Πεύκης    | 26030707 | 11,084       | 141            | 023            | Nea Pefki                                                                                   |
| Paramero         | Τοπική Κοινότητα Παραμέρου      | 26030708 | 18,141       | 050            | 000            | Paramero                                                                                    |
| Polyneri         | Τοπική Κοινότητα Πολυνερίου     | 26030709 | 17,176       | 186            | 089            | Polyneri, Panagia                                                                           |
| Gesamt           | Gesamt                          | 260307   | 166,258      | 2136           | 917            |                                                                                             |